# Resolució 1021 del Consell de Seguretat de les Nacions Unides
La Resolució 1021 del Consell de Seguretat de les Nacions Unides fou adoptada el 22 de novembre de 1995. Després de recordar totes les resolucions sobre la situació a l'antiga Iugoslàvia, en particular les resolucions 713 (1991) i 727 (1992), el Consell va establir la data del 13 de març de 1996 per la suspensió de la majoria dels aspectes de l'embargament d'armes a l'antiga Iugoslàvia. La Resolució 1074 (1996) acabaria amb la resta de mesures de l'embargament.
Va ser reafirmat el compromís amb una solució pacífica dels conflictes a l'antiga Iugoslàvia i va ser ben rebuda la rúbrica de l'acord marc general a Dayton (Ohio) entre Bòsnia i Hercegovina, Croàcia, la República Federal de Iugoslàvia (Sèrbia i Montenegro) i altres parts.
Actuant en virtut del Capítol VII de la Carta de les Nacions Unides, el Consell va decidir que l'embargament d'armes a l'antiga Iugoslàvia es donaria per acabat a partir del dia en què el Secretari General Boutros Boutros-Ghali] notifiqui al consell que l'acord marc general ha estat signat i assenyala que:
(a) totes les disposicions de l'embargament es mantindrien vigents durant els primers 90 dies;
(b) totes les disposicions de l'embargament serien acabades, a excepció del lliurament d'armes pesants i municions, mines, avions militars i helicòpters durant els segons 90 dies;
(c) totes les disposicions de l'embargament seran rescindides 180 dies després de rebre l'informe del secretari general, llevat que el Consell acordi el contrari.
El Consell va reafirmar el seu compromís amb l'estabilitat regional i el control d'armament, mentre que el Comitè establert en la Resolució 727 va rebre instruccions per modificar les seves directrius en conseqüència.
Rússia es va abstenir de la votació de la Resolució 1021, que va ser aprovada pels altres 14 membres del Consell de Seguretat.